# بيتر بوث ويلي
بيتر بوث ويلي (بالإنجليزية: Peter Booth Wiley)‏ هو شخصية أعمال أمريكي، ولد في 6 نوفمبر 1942.